# William Dampier
William Dampier (East Coker Somerset, 5 de septiembre, bautismo, 1652 – Londres, marzo 1715) fue un capitán de barco inglés, ocasional bucanero y corsario, que también fue un excelente escritor, botánico y observador científico.

## Biografía
Fue el primer británico en explorar y cartografiar las costas de Nueva Holanda (ahora Australia) y de Nueva Guinea. Circunnavegó el mundo dos veces, e incluso pudo haber completado una tercera siendo el primer hombre en realizar esta hazaña. En las colonias españolas era conocido como Guillermo Dampierre.
Diana y Michael Preston, en A Pirate of Exquisite Mind [Un pirata de mente exquisita], lo describen como el más grande explorador-aventurero marino británico, o al menos, entre los isabelinos (en particular, Sir Francis Drake y Sir Walter Raleigh) y James Cook. Aunque también descrito por el naturalista Alex George como «el primer historiador natural de Australia», Dampier es relativamente poco conocido en Australia, y aun menos conocido en su país natal.
Hijo de un granjero de Somerset, se enroló a los 17 años en un buque mercante. En 1673 entró en la Royal Navy con la ayuda de sus conocimientos de navegación. A bordo del Royal Prince combatió contra los holandeses. Luego partió para Jamaica en 1674, donde ejerció diversos trabajos duros y volvió a Inglaterra donde se casó.

### Primera circunnavegación

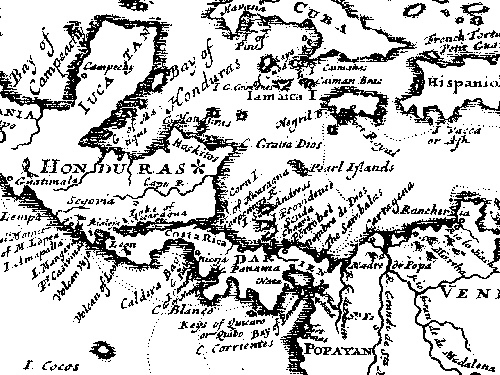
Carta de A New Voyage Round the World, publicado en 1697 por Dampier. La costa de Mosquitos está marcada con una estrella. Dampier y su asociado, el cirujano y bucanero Lionel Wafer, describieron los pueblos miskitos en el período 1690-1700. Estos grupos tribales, a menudo mezclados con esclavos fugitivos, formaron una cultura distinta en la región costera, a veces formando alianzas con los piratas contra las autoridades españolas en los siglos XVI-XVIII.

En 1678 participó en tripulaciones con bucaneros en tierras españolas de América Central, visitando dos veces la bahía de Campeche. Esto condujo a su primera circunnavegación: de 1679 a 1681 formó parte de la tripulación del bucanero Bartholomew Sharp, que abordó gran número de barcos españoles y saqueó muchas poblaciones incluyendo Portobelo. En 1679 acompañó un ataque a través del istmo de Darién, en Panamá, y capturaron los barcos españoles en la costa del Pacífico de ese istmo. En la costa de Chile capturaron al San Pedro con una rica carga de vino, pólvora y 37.000 reales de a ocho y arrasaron los asentamientos españoles en el Perú antes de regresar al Caribe. La entrega de unas cartas de navegación que contenían importante información proporcionó a los hombres de Sharp el perdón de Carlos II.
Dampier se dirigió a Virginia, donde en 1683 se comprometió con el corsario John Cooke (o Cook). Cook entró en el Pacífico vía el Cabo de Hornos y pasó un año atacando las posesiones españolas en el Perú, las islas Galápagos (Ecuador), y México. Esta expedición recogió los bucaneros y barcos que encontraba a su paso, hasta llegar a tener una flota de diez buques. En México Cook murió, y la tripulación eligió un nuevo líder, el capitán Edward Davis (1680-88). Dampier fue transferido al barco del capitán Charles Swan, el corsario Cygnet, y el 31 de marzo de 1686 navegaban a través del Pacífico para atender una emboscada al galeón de Manila, en dirección a las Indias Orientales, haciendo escala en Guam y Mindanao. Cuando Swan decidió abandonar la persecución al estar cortos de provisiones, la tripulación se amotinó y le abandonaron, con otros 36 hombres, en Mindanao. El resto de corsarios navegaron a Manila, Poulo Cóndor, China, las islas de las Especias, y Nueva Holanda (Australia).
Cerca de Manila, Dampier y sus compañeros capturaron varias embarcaciones españolas. Hasta recientemente se había pensado que el panfleto publicado por Sigüenza en 1690 que describe la vuelta al mundo de Alonso Ramírez, un español oriundo de San Juan de Puerto Rico (Infortunios de Alonso Ramírez) era una ficción inventada por Carlos de Sigüenza y Góngora. Sin embargo, el profesor José F. Buscaglia Salgado y el historiador Fabio López Lázaro han ofrecido pruebas documentales tomadas de varios archivos que prueban contundentemente que los Infortunios es un relato biográfico denso y complejo basado en la vida de un personaje real aunque muy escurridizo. Fue Buscaglia quien, en 2009, luego de más de un siglo de controversia sobre el género y la autoría de la obra, puso fin al debate mostrando evidencia incontestable en torno a la existencia de Alonso Ramírez. Entre otros documentos, Buscaglia presentó en su edición cubana de los Infortunios el certificado de matrimonio de Alonso con Francisca Xaviera y el informe del gobernador de Manila dando parte al rey de la captura de la fragata Nuestra Señora de Aránzazu capitaneada por Ramírez y capturada por piratas ingleses, entre estos el célebre Guillermo Dampierre, el martes 4 de marzo de 1687.
A principios de 1688 el Cygnet quedó varado en la costa noroeste de Australia, cerca del King Sound. Mientras el buque estaba siendo carenado, Dampier tomó notas sobre la fauna y la flora y los pueblos indígenas que encontró allí. José F. Buscaglia propone que esta serie de eventos aparean en un tándem irrenunciable A New Voyage Round the World (1697) con los Infortunios de Alonso Ramírez (1690), ese texto fundacional de las letras americanas escrito por Carlos de Sigüenza y Góngora que, entre otras cosas, denuncia a los tripulantes ingleses del Cygnet de ser no tan solo piratas y herejes sino también caníbales. Como ha demostrado Buscaglia el reclamo al descubrimiento de Australia o Nueva Holanda por parte de los ingleses deberá en adelante considerar la presencia a bordo del Cygnet de un importante grupo de españoles entre los cuales el más prominente fue un tal Alonso Ramírez, natural de San Juan de Puerto Rico.
Más tarde, ese mismo año, mediante acuerdo, él y dos compañeros fueron abandonados en una de las islas Nicobar. Obtuvieron una pequeña canoa que modificaron después de volcar por vez primera y luego después de sobrevivir a una gran tormenta en el llamado «Acheen» (Aceh) en Sumatra. Tras diversas aventuras Dampier volvió a Inglaterra en 1691 por el cabo de Buena Esperanza, sin dinero, pero en posesión de sus diarios. También tuvo como fuente de ingresos al famoso príncipe tatuado Jeoly, y a su madre, dos indios que había adquirido como esclavos y que posteriormente expuso en Londres, lo que también le hizo más conocido, mientras su libro se estaba imprimiendo.

### La expedición del Roebuck 1699-1701

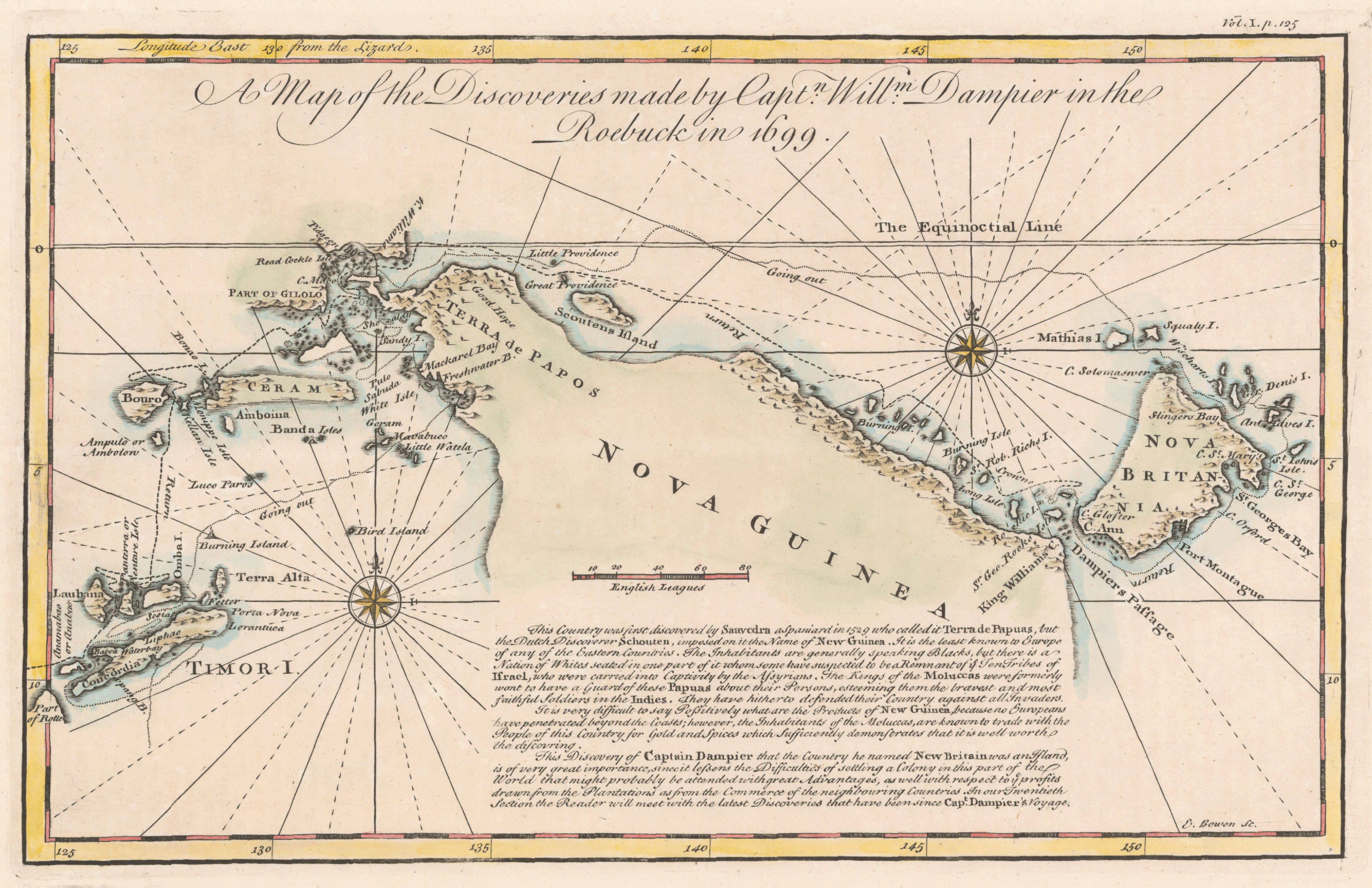
Carta de la zona cartografiada por el HMS Roebuck en 1699.

La publicación de estos diarios como New Voyage Round the World [Nuevo viaje alrededor del mundo] en 1697 fue una sensación popular creando interés en el Almirantazgo Británico. En 1699 se le dio a Dampier el mando de la HMS Roebuck con un encargo del Almirantazgo, por inferencia del rey Guillermo III y de la reina María II, que reinaban de manera conjunta. Su misión era explorar la costa oriental de Nueva Holanda, el nombre dado por los neerlandeses a lo que ahora es Australia, y la intención de Dampier era viajar allí a través del cabo de Hornos.

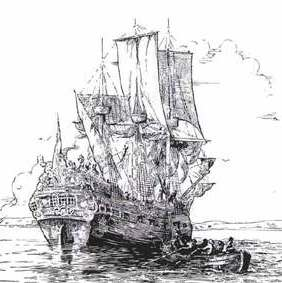
El HMS Roebuck, barco de William Dampier.

La expedición partió para el cabo de Hornos el 14 de enero de 1699, demasiado tarde en la temporada, y se acercó a Nueva Holanda, vía cabo de Buena Esperanza. Siguiendo las rutas neerlandesas a las Indias, el 26 de julio de 1699 Dampier llegó a la isla Dirk Hartog en la boca de lo que él llamó bahía Shark, en la costa de Australia Occidental. Desembarcó y elaboró el primer registro detallado conocido de la flora y la fauna de Australia. Las imágenes se consideran por su secretario James Brand. Dampier después siguió la costa noreste, alcanzando el archipiélago Dampier y luego la bahía LaGrange, justo al sur de lo que ahora se llama bahía Roebuck, siempre tomando notas y recogiendo y coleccionando especímenes, incluyendo muchas conchas. Desde allí puso rumbo al norte, a Timor. Luego navegó hacia el este y el 3 de diciembre de 1699 bordeó la isla de Nueva Guinea, que pasó por el norte. Navegando al este, trazó las costas del sudeste de las grandes islas de New Hanover, Nueva Irlanda y Nueva Bretaña, cartografíando el estrecho de Dampier, entre estas islas (en la actualidad parte del archipiélago de Bismarck) y la gran isla de Nueva Guinea. En la ruta se detuvo para recoger especímenes con una parada que resultó en una colección de muchas almejas gigantes.
Su barco estaba podrido, con un carpintero al parecer inepto, y Dampier se vio obligado a abandonar su plan de explorar la costa oriental de Nueva Holanda cuando solamente había recorrido menos de cien millas. En peligro de hundirse, trató de hacer el viaje de regreso a Inglaterra, pero el HMS Roebuck naufragó el 21 de febrero de 1701 frente a la isla Ascensión, en el Atlántico, a mitad de camino entre África y América. Mientras estaba anclado aguas adentro, el barco comenzó a hacer agua, y aunque intentaron repararlo, el carpintero solo hizo que la cosa empeorase. Como resultado, el buque fue arrojado a tierra. Su tripulación quedó abandonada allí durante cinco semanas antes de ser recogidos el 3 de abril por un barco de la Compañía Británica de las Indias Orientales, estando de regreso en Inglaterra en agosto de 1701.
Aunque muchos trabajos se perdieron con el HMS Roebuck, Dampier fue capaz de salvar muchas nuevas cartas de las costas y sus informes de los vientos alisios y las corrientes en los mares de Australia y Nueva Guinea. También conservó algunos de sus especímenes.
A su regreso Dampier fue sometido a un consejo de guerra por crueldad. En el viaje de salida, Dampier llevaba como tripulante a George Fisher, que fue expulsado de la nave y encarcelado en Brasil. Fisher volvió a Inglaterra y se quejó de su tratamiento al Almirantazgo. Dampier escribió una airada reivindicación de su conducta, pero fue declarado culpable, retirado su salario del viaje y expulsado de la Royal Navy.
Escribió un relato de la expedición de 1699–1701, que tituló A Voyage to New Holland [Un viaje a Nueva Holanda], y que se publicará en Londres en dos partes en 1703 y 1709.

### Segunda circunnavegación

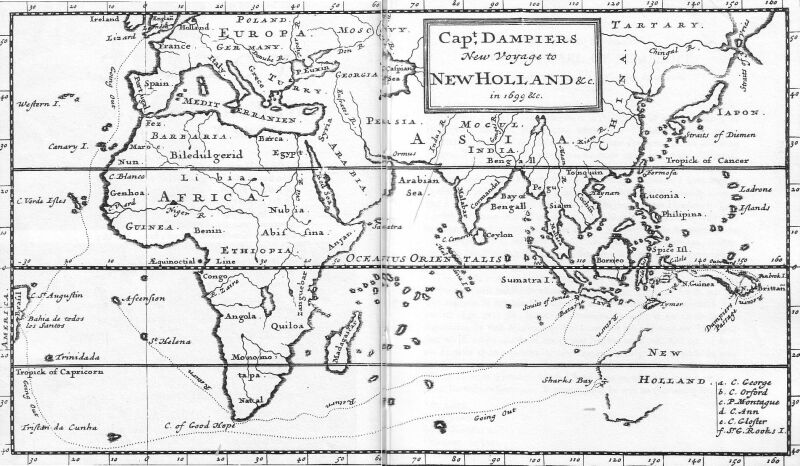
Ruta de la segunda circunnavegación de Dampier.

La guerra de sucesión española estalló en 1701 y los corsarios ingleses estaban siendo preparados para ayudar en contra de los intereses franceses y españoles. Dampier fue nombrado comandante de un buque del gobierno de 26 cañones, el St George, con una tripulación de 120 hombres. A ellos se les unió el galeón de 16 cañones Cinque Ports, con 63 hombres. Embarcaron el 30 de abril de 1703.
En ruta, atacaron sin éxito a un buque francés, pero capturaron tres pequeños barcos españoles y un buque de 550 toneladas.
El Cinque Ports quedó separado del St George en la costa del Pacífico de las Américas y se hundió un mes después (después de dejar a Alexander Selkirk (1676–1721) en tierra, abandonado en una isla deshabitada en el archipiélago Juan Fernández por quejarse de las condiciones de navegación a su capitán Thomas Stradling). Selkirk fue rescatado después de permanecer solo desde 1704 hasta 1709. Se cree que en este hecho se basó Daniel Defoe para escribir su Robinson Crusoe.
Dampier fue acusado de haber propiciado el hundimiento al no haberse asegurado de tener los cascos bien limpios de gusanos antes de salir de puerto.

### Tercera circunnavegación
Dampier convenció al inglés Woodes Rogers (1679–1732) para llevar a cabo una expedición como corsarios, ya que conocía a su padre. Rogers, con el apoyo financiero de muchos comerciantes de Bristol, consiguió fletar en 1708 dos fragatas, el Duque y la Duquesa, y contrató a Dampier como navegante principal en el Duque, del que él iba como capitán. Este viaje fue más exitoso y en él rescataron a Selkirk el 2 de febrero de 1709.
La expedición regresó a Inglaterra y anclaron en el Támesis el 14 de octubre de 1711, tras haber acumulado casi £ 200.000 (más de 20 millones de libras de 2009) de ganancias. Los inversores no estuvieron de acuerdo en el reparto de las ganancias y se entablaron varios pleitos. Dampier murió en Londres en 1715, antes de haber recibido su parte.

## Influencias
Dampier inflyó en varias figuras más conocidas que él:
- Sus observaciones y análisis de historia natural ayudaron a Charles Darwin y a Alexander von Humboldt a desarrollar sus teorías
- Hizo innovaciones en la tecnología de navegación que fueron estudiadas por James Cook y Horatio Nelson
- Daniel Defoe, autor de Robinson Crusoe, se inspiró en las noticias de la vida real del náufrago Alexander Selkirk, un miembro de una de las tripulaciones de uno de los viajes de Dampier.[7]
- Sus informes sobre el fruto del pan iban en el desafortunado viaje del HMS Bounty capitaneado por William Bligh.
- Es citado más de mil veces en el Oxford English Dictionary, en particular, en palabras tales como barbacoa, aguacate, palillos y subespecie (barbecue, avocado, chopsticks y  sub-species). Eso no quiere decir que acuñase esas expresiones, pero su uso de ellas es el primer ejemplo conocido en inglés
- Sus diarios de viaje que describen Panamá influyeron en la realización del malogrado Proyecto Darién, llevando a la Acta de Unión (1707).
- Sus notas sobre la fauna y la flora del noroeste de Australia fueron estudiadas por el naturalista y científico Joseph Banks, que amplió esos estudios durante su primer viaje con Cook. Ayudaron a la colonización y nombramiento de Botany Bay y a la fundación de la Australia moderna.
- Es mencionado por Gabriel García Márquez en el relato El último viaje del buque fantasma y el libro "El otoño del Patriarca"
- Se le considera la inspiración de Jonathan Swift para su libro Los viajes de Gulliver y se cree que habría influido a Samuel Taylor Coleridge, con su poema "Rime of the Ancient Mariner" [La balada del viejo marinero].

En 2001, un equipo del Museo de Australia Occidental localizó el lugar donde se perdió el HMS Roebuck, identificando el sitio por la localización de una campana con la inscripción de una flecha de un "amplio" de conformidad con los instalados en la Quinta Tarifas, una concha de almeja del indo-Pacífico y de otras indicaciones. Los originales se reprodujeron en los laboratorios de Mary Rose en Portsmouth, y los originales fueron devueltos a la isla donde se encuentran ahora expuestos. El largo tiempo perdido contrato para la construcción de la nave se encontró más tarde y un análisis y modelo de la nave HMS Roebuck desde entonces se han producido.

## Galardones
En 1985 fue honrado con un sello postal que representa su retrato publicado por Australia Post.

## Obra
- A New Voyage Round the World (1697)
- Voyages and Descriptions, (1699)
- #A Supplement of the Voyage Round the World
- #The Campeachy Voyages
- #A Discourse of Winds
- A Voyage to New Holland (Parte 1, 1703)
- A Continuation of a Voyage to New Holland (Parte 2, 1709)